# Gmina Hashøj
Gmina Hashøj (duń. Hashøj Kommune) – istniejąca w latach 1970–2006 (włącznie) gmina w Danii w okręgu zachodniej Zelandii (Vestsjællands Amt). 
Siedzibą władz gminy było miasto Dalmose. 
Gmina Hashøj została utworzona 1 kwietnia 1970 na mocy reformy podziału administracyjnego Danii. Po kolejnej reformie administracyjnej w roku 2007 weszła w skład nowej gminy Slagelse.
W gminie leżały miasta (lista niepełna): Dalmose, Flakkebjerg, Fårdrup, Gimlinge, Halkevad, Hyllested, Høve, Lundforlund, Rosted, Slots Bjergby i Sørbymagle.

## Dane liczbowe
- Liczba ludności: (♀ 3382 + ♂ 3250) = 6632
  - wiek 0-6: 8,7%
  - wiek 7-16: 14,1%
  - wiek 17-66: 65,8%
  - wiek 67+: 11,3%
- zagęszczenie ludności: 51,0 osób/km²
- bezrobocie: 3,8% osób w wieku 17-66 lat
- cudzoziemcy z UE, Skandynawii i USA: 121 na 10 000 osób
- cudzoziemcy z krajów Trzeciego Świata: 140 na 10 000 osób
- liczba szkół podstawowych: 4 (liczba klas: 43)